# Blons
Blons é um município da Áustria, situado no distrito de Bludenz, na estado de Vorarlberg. Tem 14,89 km² de área e sua população em 2019 foi estimada em 330 habitantes.